# 実況パワフルプロ野球Basic版2001
『実況パワフルプロ野球Basic版2001』（じっきょうパワフルプロやきゅうベーシックばん2001）は2001年3月29日にコナミから発売されたNINTENDO 64用野球ゲーム。日本のコナミ最後のROMカセット用のゲームタイトルであった。
『実況パワフルプロ野球2000』をベースに野球部分を調整し選手データを2001年度版に更新した作品である。当時西武ライオンズに所属していたカブレラの登録名が「キャブレラ」になっている。これは『パワプロクンポケット3』も同様。
最大の特徴としてサクセスモードが無いことが挙げられる。その代わりに『パワポケ3』と『パワプロ2000』で作成した選手をパスワードで移動させることができる。
理由は不明だが、実況、ウグイス嬢による一部の新人選手、新外国人の選手名の音声が収録されていない。
今作ではパワポケ3で作った選手は超特殊能力も作動する。GC版の『実況パワフルプロ野球11』、『実況パワフルプロ野球12』を除き、PlayStation 2と任天堂ハードのダブルプラットフォーム時期（パワプロ9～12、14（Wii）、15）では超特殊能力は転送時に消去される。任天堂系シングルプラットフォームに戻った『実況パワフルプロ野球NEXT』では超特殊能力が再び作動するようになった。